# Вятитерьво
Вятитерьво, также Вятитерьево или Ветитерево — озеро в муниципальном образовании «Себежское» (Глембочинская волость) Себежского района Псковской области, к юго-западу от озера Ороно.
Озеро находится на территории Себежского национального парка.
Площадь — 1,7 км² (169,0 га). Максимальная глубина — 10,0 м, средняя глубина — 4,6 м.
На берегу озера расположены деревни Шуты, Дворище.
Проточное. Через речки Глубочица, Свольна с проточными озёрами и реку Дрисса соединяется с рекой Западная Двина.
Тип озера лещово-судачий. Массовые виды рыб: лещ, судак, щука, плотва, окунь, густера, уклея, красноперка, ерш, язь, верховка, линь, карась золотой, пескарь, налим, вьюн, щиповка, сом, угорь. Судак расселился из озера Ороно в конце 1960-х годов, угорь посажен на выращивание в 1975 года и скатывается из озера Ороно; раки исчезли к 1968 году.
Для озера характерны: крутые, отлогие и низкие, в прибрежье — леса, поля, луга, заболоченные участки; в литорали на дне — песок, глина, заиленный песок, ил; в центре — ил; есть сплавины, донные и береговые ключи. Морфологически, по озерной котловине, озеро можно отнести к одному из обособленных плесов озера Ороно, с которым связано довольно широкой протокой. Является местом нереста и нагула молоди значительной части рыб Ороно.